# Boivre (affluent du Clain)
Pour les articles homonymes, voir Boivre.

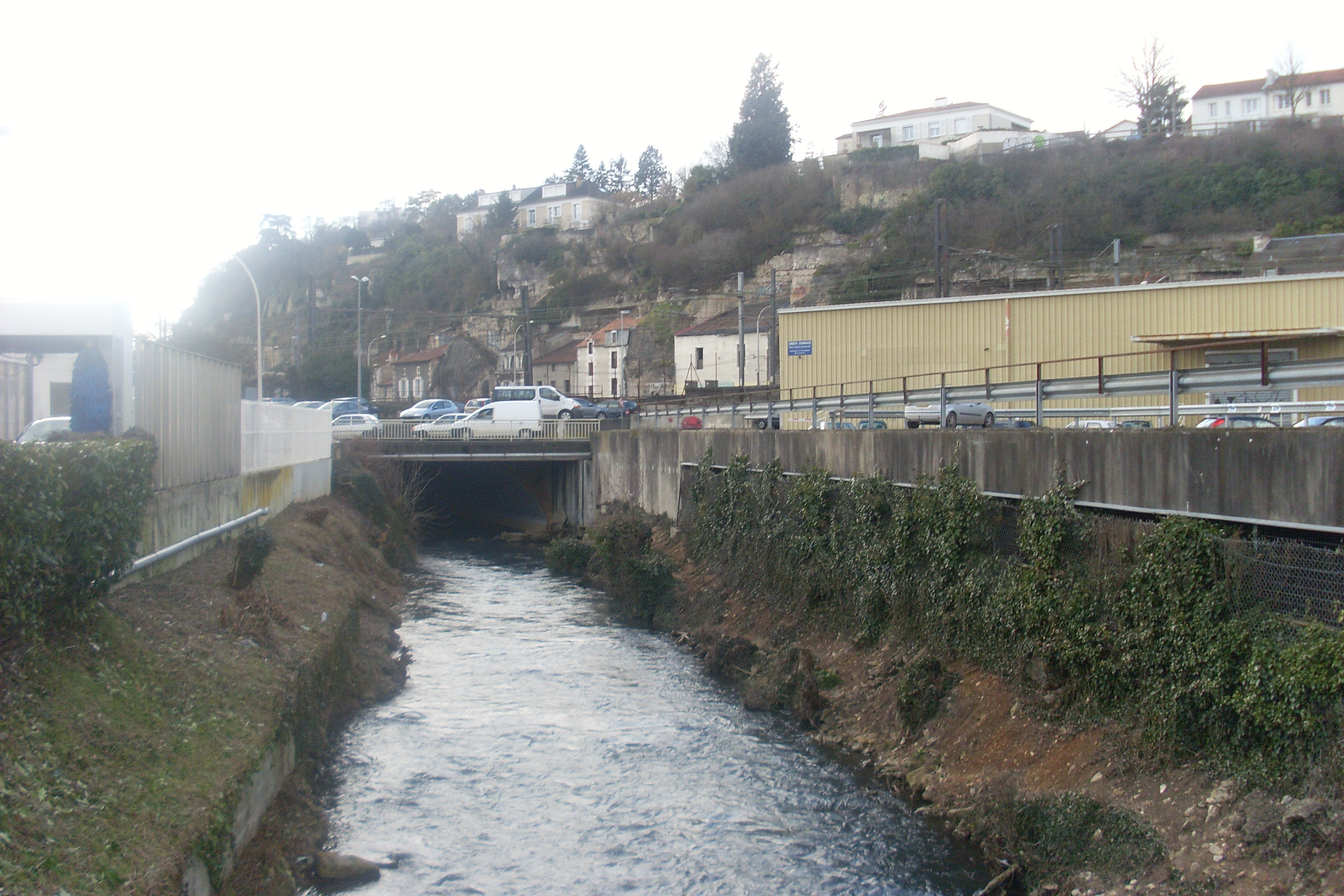
La Boivre à Poitiers.

La Boivre est une rivière française qui coule dans les départements des Deux-Sèvres et de la Vienne, en région Nouvelle-Aquitaine. C'est un affluent du Clain, donc un sous-affluent de la Loire par la Vienne.

## Géographie
De 46,1 km de longueur, la Boivre prend sa source à Vasles dans les Deux-Sèvres. Elle s'écoule d'ouest en est. Elle traverse Benassay, Lavausseau, La Chapelle-Montreuil, Montreuil-Bonnin, Béruges, Vouneuil-sous-Biard et Biard, avant de se jeter dans le Clain à Poitiers.

## Hydrologie
Son cours tranquille protégeait la ville médiévale de Poitiers par des marécages artificiels (deux chaussées barraient son cours dans sa vallée encaissée) à l’ouest de la ville. Son cours est désormais canalisé dans la traversée de Poitiers. Cependant, ses crues peuvent être importantes et ont plusieurs fois paralysé la ligne Paris-Bordeaux au niveau de la gare de Poitiers.

### La Boivre à Vouneuil-sous-Biard
La Boivre a été observée durant une période de 21 ans (1987-2007), à Vouneuil-sous-Biard, localité du département de la Vienne, située peu en amont de son confluent avec le Clain. À cet endroit la surface étudiée est de 185 km2, sur 203 km2 pour la totalité du bassin versant.
Le module de la rivière à Vouneuil-sous-Biard est de 1,07 m3/s.
La Boivre présente des fluctuations saisonnières de débit importantes, avec des hautes eaux d'hiver-printemps portant le débit mensuel moyen à un niveau de 1,37 à 2,45 m3/s, de décembre à avril inclus (maximum en janvier), et des basses eaux d'été de juillet à septembre, avec une baisse du débit moyen mensuel jusqu'au niveau de 0,261 m3/s au mois d'août, niveau encore appréciable, il est vrai. Mais ces moyennes mensuelles cachent des oscillations périodiques plus importantes et sont aussi variables selon les années.

### Étiage ou basses eaux
Le VCN3 peut chuter jusque 0,044 m3/s, en cas de période quinquennale sèche (44 litres par seconde), ce qui ne peut être qualifié de vraiment sévère.

### Crues
Les crues peuvent être assez importantes. Les QIX 2 et QIX 5 valent respectivement 11 et 20 m3/s. Le QIX 10 est de 25 m3/s et le QIX 20 de 31 m3/s. Quant au QIX 50 il n'a pas été calculé, faute de durée d'observation suffisante pour le déterminer avec précision.
Le débit instantané maximal enregistré à Vouneuil-sous-Biard a été de 54,4 m3/s le 1er août 2004, tandis que la valeur journalière maximale avait été de 26,5 m3/s le 23 janvier 1995. En comparant ces données avec l'échelle des QIX calculés de la rivière, il apparaît que la crue d'août 2004 était très largement supérieure à la crue vicennale définie par le QIX 20, et donc tout à fait exceptionnelle.

### Lame d'eau et débit spécifique
La lame d'eau écoulée dans le bassin versant de la Boivre est de 183 millimètres annuellement, ce qui est largement inférieur à la moyenne d'ensemble de la France tous bassins confondus, ainsi d'ailleurs que celle du bassin versant de la Vienne (319 millimètres) et du Clain (223 millimètres). Le débit spécifique (ou Qsp) atteint 5,8 litres par seconde et par kilomètre carré de bassin.

## Étymologie
La Boivre est aussi appelée la « rivière aux castors ». Son étymologie provient d'une racine indo-européenne qui a donné biber en allemand et beaver en anglais. Bièvre est le nom ancien du castor en français.